# Kuscheloniscus vandeli
Kuscheloniscus vandeli är en kräftdjursart som beskrevs av Hans Strouhal1961. Kuscheloniscus vandeli ingår i släktet Kuscheloniscus och familjen Styloniscidae. Inga underarter finns listade i Catalogue of Life.